# Henry Sampson Woodfall
Henry Sampson Woodfall (* 21. Juni 1739 in London; † 12. Dezember 1805) war ein englischer Drucker und Journalist. Er lebte in London.

## Biografie
Woodfalls Großvater druckte viele der Werke von Alexander Pope, Woodfalls Onkel George war Buchhändler in Charing Cross. Sein Vater, Henry Woodfall (1713–1769), war Drucker der Zeitung Public Advertiser, und Woodfall wurde bei seinem Vater in die Lehre geschickt. Dieser publizierte im Jahr 1736 Newtons Buch Method of Fluxions. Im Alter von neunzehn Jahren übernahm Woodfall die Leitung der Zeitung.
Darin erschienen zwischen dem 21. Januar 1769 und dem 21. Januar 1772 die berühmten Briefe von Junius. Im Dezember 1769 veröffentlichte Woodfall einen „Brief an den König“ von Junius, der eine Anklage gegen Woodfall und fünf weitere Personen wegen aufrührerischer Verleumdung nach sich zog; Woodfalls Fall wurde im Juni 1770 vor Geschworenen verhandelt, aber im November 1770 wurde von Lord Mansfield ein Fehlurteil gefällt. Woodfall verkaufte seine Anteile am Public Advertiser im Jahr 1793.
Sein Sohn George Woodfall (1767–1844) war ebenfalls im Druckereibetrieb der Familie tätig. Woodfalls jüngerer Bruder William Woodfall (1746–1803), ein Journalist, gründete 1789 eine Tageszeitung mit dem Namen Diary oder Woodfall's Register, in der zum ersten Mal Berichte über Parlamentsdebatten am Morgen nach deren Stattfinden veröffentlicht wurden. William Woodfall trug den Spitznamen „Memory“ Woodfall aufgrund seiner Fähigkeit, Parlamentsreden auswendig zu lernen, zu einer Zeit, als es Journalisten nicht erlaubt war, sich Notizen zu machen oder Reden aufzuschreiben, während sie gehalten wurden.